# Desa Sarimukti (administrativ by i Indonesien, lat -6,19, long 107,09)
Desa Sarimukti är en administrativ by i Indonesien.   Den ligger i provinsen Jawa Barat, i den västra delen av landet, 27 km öster om huvudstaden Jakarta.